# گتو لوبارتوف
گتو لوبارتوف (انگلیسی: Lubartów Ghetto) از جمله گتوهای نازی در لهستان اشغالی در طول جنگ جهانی دوم بود که به‌طور رسمی از سال ۱۹۴۱ تا اکتبر ۱۹۴۲ وجود داشت. یهودیان لهستانی شهر لوبارتوف در آغاز در این اردوگاه در حالت توقیف نگهداری می‌شدند. زندانیان گتو همچنین شامل یهودیانی بودند که از سایر شهرهای اطراف از جمله لوبلین و چیخانوف و دیگر کشورهای اشغال شده آلمان آورده شده بودند؛ از جمله ۳۵۰۰ یهودی شامل ۲۰۰۰ تن از اسلواکی که در مراحل آغازین اردوگاه آورده شدند. در ماه مه ۱۹۴۲، ۲۴۲۱ یهودی دیگر از اسلواکی وارد شدند.
گتو لوبارتوف یکی از صدها گتویی بود که در جریان هولوکاست در لهستان اشغالی تأسیس شدند. طبق آمار اشتتل مجازی، حداکثر تعداد زندانیان در هر زمان ۴۵۰۰ نفر بود. این گتو هنگامی برچیده شد که همه زندانیان آن - مردان، زنان و کودکان - به اردوگاه مرگ بلزک و دیگر مراکز پنهانی کشتار تأسیس شده توسط اس‌اس فرستاده شدند تا تحت عنوان «اسکان مجدد» به قتل برسند.

## پیشینه
نخستین اشاره به جامعه یهودیان در لوبارتوف مربوط به سال ۱۵۹۲ می‌شود. تا سال ۱۶۷۶، ۸۰ یهودی در این شهر زندگی می‌کردند که ۱۵ کارخانه آبجوسازی را اداره می‌کردند. دادگاه دیانی بت دین نیز در آنجا گشوده شد. در سده‌های ۱۷ و ۱۸ یهودیان امتیازاتی پی‌درپی را از میخاو یکم (در ۱۶۷۸)، یوزف لوبومیرسکی (در ۱۶۸۸) و خاندان یانوش الکساندر سانگوشکو (در ۱۷۸۰ و ۱۷۹۶) دریافت کردند. سه کنیسه و دو گورستان یهودی وجود داشتند که از سده نوزدهم به بعد یکی از آن‌ها دیگر مورد استفاده قرار نمی‌گرفت. در دوره میان دو جنگ بر پایه آمار سرشماری ملی ۵۳٫۶ درصد جمعیت این شهر یهودی بودند و در سال ۱۹۲۱، ۳ هزار و ۲۶۹ یهودی در آن ساکن بودند. در هنگام تهاجم به لهستان در سال ۱۹۳۹، جمعیت یهودیان به دلیل مهاجرت به ۴۲ درصد کاهش یافته بود.
ارتش آلمان در ۱۹ سپتامبر ۱۹۳۹، در اوایل تهاجم به لهستان، وارد این شهر شد. صبح روز ۱۲ اکتبر ۱۹۳۹، ارتش آلمان به همه یهودیان دستور داد که به میدان بازار که در آنجا ایشان توسط مسلسل محاصره شده بود، بروند. این امر به ارتش آلمان این امکان را داد تا خانه‌ها و مشاغل کاروبارهای یهودیان را مورد سرقت قرار دهد. این رویداد یک روز کامل به طول کشید.

## اخراج‌ها و اعدام‌ها
تبعید یهودیان به شهرک‌های اطراف فیرلِی، اوستروف لوبلسکی و کامیونکا، در اوایل نوامبر سال ۱۹۳۹ آغاز شد. به همه یهودیان گفته شد که لوبارتوف را ترک کنند. چند تن که برای کار اجباری در ارتش آلمان باقی مانده بودند تا سپتامبر ۱۹۴۰ از لوبارتوف تبعید شدند.
یک یودنرات در اواخر ۱۹۳۹ برای آن دسته از یهودیانی که باقی مانده بودند تأسیس شد. یاکوب مودکو لیختنفل، نخستین رئیس آن، مدت زیادی در سمت خود باقی نماند و کمی بعد داوید پرتس جایگزین او شد. آخرین یودنرات از لوبارتوف متشکل از پنج عضو بود: موشه یوئل ادلمان (رئیس)، شلومو بر چیسلر (معاون اول)، ایزرائیل راتنسیلبر، مناشه کسمان و یخیل واینبرگ.
هنگامی که که یهودیان از پروژه‌های کار اجباری بازگردانده شدند، گتو هنوز در اطراف دو بازار لوبارتوف وجود داشت. آشپزخانه‌ای مشترک برای یهودیان فقیرتر سازمان یافت. اخراج‌هایی نیز به گتو لوبارتوف صورت گرفتند که نمونه آن فرستادن ۱۰۰۰ یهودی از چیخانوف بود. علاوه بر این، تا ماه مه ۱۹۴۲، حدود ۲۴۲۱ یهودی اسلواکی به لوبارتوف تبعید شده بودند.
نخستین تبعید به اردوگاه‌های مرگ توسط قطارهای هولوکاست در ۹ آوریل ۱۹۴۲، واپسین روز عید پسح، انجام شد. در روز نخست، به ۸۰۰ یهودی که کارت کار نداشتند دستور داده شد که به ایستگاه راه‌آهن بروند، و از آنجا به اردوگاه مرگ بلزک منتقل شدند. واپسین مورد از اخراج توسط قطارها به بلزک در ۱۱ اکتبر ۱۹۴۲ روی داد که در جریان آن ۳۰۰۰ یهودی به سوی مرگ فرستاده شدند. برخی از این اخراجی‌ها به مایدانک فرستاده شدند و بقیه به اردوگاه مرگ در تربلینکا رفتند. آن یهودیانی که پی به پنهان‌شدنشان برده می‌شد تیرباران می‌شدند. در مجموع، تعداد یهودیانی که پس از واپسین اخراج پیدا شدند ۳۰۰ تن بود. پس از مدتی، یهودیانی که پیدا شدند به جای تیرباران به گتو پیاسکی تبعید می‌شدند.
اعضای یودنرات و خانواده‌های آن‌ها به ونچنا تبعید شدند. آنها در نوامبر ۱۹۴۲ تیرباران شدند، در حالی که یهودیانی که برای ژاندارمری آلمان کار می‌کردند در ۲۹ ژانویه ۱۹۴۳ تیرباران شدند. پس از آخرین اخراج‌ها، کنیسه‌ها و گورستان‌ها نابود شدند. از سنگ قبرها برای ساخت سنگ‌فرشی در مقر ورماخت استفاده شد. لوبارتوف در فوریه ۱۹۴۳ توسط نازی‌ها عاری از یهود اعلام شد.

### فرار، نجات، و تلاش‌های مقاومت
تنها چهل یهودی از برچیده شدن گتو لوبارتف زنده ماندند. برخی از آنها توسط لهستانی‌ها نجات یافتند، برخی دیگر در جنگل‌های اطراف پنهان شدند. یوزک هونیکزبلوم و همسرش بلوما توسط خانواده چکانسکی در خانه خود در شماره ۳ خیابان لیپووا پنهان شدند. دورا واینبرت به همراه خواهرش نوما و نوزاد یک و نیم ساله‌اش توسط یان زین‌کیه‌ویچ ساکن شماره ۵۵ خیابان لژیونف نجات یافتند. از جمله یهودیانی که به لطف همسایگان مسیحی خود در لوبارتوف از این کشتار جان سالم به در بردند، می‌توان به بِرِک تونکیل‌شوارتز، دوبا آپفلد، شلوما و داوید سینگیل، ایتزاک پود، یوزک واینبرگ به همراه دختر فرایدلا، اووادیا توبایاچ، گرشون کوپفه با همسرش راخلا و دخترشان سورا کوپفه و همچنین خانا گلدشتین و همسرش بلوما اشاره کرد. دیگران با پنهان شدن در کنار لهستانی‌ها در روستاهای اطراف شهر زنده ماندند.
فرانک بلایخمان، که خانواده‌اش در یک روستای مجاور زندگی می‌کردند و سرانجام به گتو لوبارتف تبعید شدند، از سرنوشتی مشابه گریخت و از الکساندر و استانیسلاوا گوووس و نیز از بولسلاو دوبروفسکی و خانواده‌اش کمک گرفت؛ همگی از نجاتگران بعدها توسط ید وشم به عنوان درستکاران لهستانی‌تبار شناخته شدند. دابروفسکی به جرم کمک به یهودیان توسط آلمانی‌ها اعدام شد. بلایخمان در ادامه تبدیل به عضوی فعال در مقاومت یهودیانی شد که در منطقه لوبارتوف فعالیت می‌کردند.
همه تلاش‌های نجات به یک اندازه موفق نبودند. خانواده کشاورز لهستانی یان گالات و همسرش ماریانا، که دو عضو خانواده روزگولد را پناه داده بودند، در ۲۰ نوامبر ۱۹۴۲ توسط اورپو گرفتار شدند. آلمانی‌ها یهودیان را در همان‌جا کشتند، یان گالات را به لوبارتوف برده، و اندکی بعد وی را به دلیل کمک به یهودیان در ملأ عام به دار آویختند.